# المتحف الحربي السوري
المتحف الحربي السوري يقع في مدينة دمشق، سوريا، أنشئ في العام 1959 م في الجزء الغربي من التكية السليمانية الواقعة بالقرب من مبنى جامعة دمشق ويضم العديد من المعروضات والأسلحة القديمة والمعدات الحربية المختلفة وأرشيف عن الثورات السورية وبعض المدافع والطائرات الحربية .

## أقسام وقاعات المتحف
- قاعة التاريخ القديم
- قاعة الأسلحة البيضاء
- قاعة الأسلحة النارية الخفيفة
- قاعة الأسلحة الثقيلة
- قاعة الثورات السورية
- قاعة الأعلام والرايات
- قاعة البنادق (البواريد)
- قسم حرب تشرين التحريرية 1973 م

## حديقة المتحف
الحديقة المحيطة بالمتحف تعرض في الهواء الطلق طائرات حربية قديمة وبعض غنائم حرب 1973 - حرب تشرين ومدافع وبعض المعدات الثقيلة إضافة إلى كبسولة الفضاء التي استخدمها رواد الفضاء السوريين والروس في العودة إلى الأرض في الرحلة الفضائية السورية السوفيتية المشتركة

## المقر الجديد للمتحف الحربي
في عام 2011 م أوقف العمل بالمتحف الحربي في التكية السليمانية، وتقرر نقل المتحف إلى موقع جديد. مبني على أحدث طراز وبمساحة كبيرة في شمال مدينة دمشق بالقرب من متحف البانوراما.